# 이한익 (1855년)
이한익(李漢翊, 1855년 10월 18일 ~ 1931년 8월 10일)은 조선 후기와 대한제국의 성리학자, 무신, 군인이다. 자(字)는 여좌(汝左), 본관은 우계(羽溪)이다.
1863년 2월 11일 이봉규가 설립한 진사 이봉규사숙(進士李建鳳私塾)에 입학하여, 1876년(고종 14) 3월 4일 진사 이봉규사숙 한문(漢文)과정을 졸업하였다. 음서로 관직에 올랐다가 1876년(고종 14년) 식년무과에 급제하였다. 1876년에 무과에 급제, 1890년 선전관에 처음 임명되었다. 경기도 광주 낙생(현, 분당 구미동) 출신.
기기국 위원, 좌포도청 종사관 등을 역임했다. 1902년 9월 30일 함경남도관찰부 총순(咸鏡南道觀察府摠巡), 1903년 5월 17일 강원도관찰부 총순에 임명되고, 10월 19일 의원면직하였다. 1905년(광무 8년) 6월 23일 맹산 군수(孟山郡守)로 부임했다가 1906년(광무 10년) 2월 22일 면직했다. 그해 3월 8일 진산 군수(珍山郡守)에 부임, 1909년(융희 3) 2월 4일 면직했다.

## 생애
경기도 광주군 낙생면 하오리(下五里)(현, 경기도 성남시 분당구 구미동) 10통 1호에서 태어났다. 조부는 이문석이고, 아버지는 이하영(李河榮)이며, 어머니는 서산정씨로 첨정 정호(鄭浩)의 딸이다. 계모는 전주최씨로 최숭온(崔崇溫)의 딸이다. 충장공 이복남의 9대손으로, 승지 이봉래의 5대손이며, 병마절도사 이항눌(李恒訥)의 4대손이고, 증조부는 부사 이유신(李維新)이다. 족보에는 생모 서산정씨의 생몰년대가 나타나지 않아 전주최씨 소생으로 추정되었으나, 무보에는 외조부를 첨정 정호라고 나타나 있다.
그의 선대는 이지방의 후손으로, 충장공 이복남(李福男)의 9대손이며 대대로 무관 가계였으며 경기도 광주군 언주면 신원리, 원지리 일대(현, 서울특별시 서초구 원지동, 신원동)와 낙생면 대장리(현, 성남시 분당구 대장동)에 세거하였다. 자세한 사연은 알 수 없으나 5대조 이명구(李命耈)부터는 행적 기록이 빈약하며, 할아버지 이문석과 청주한씨, 아버지 이하영과 이하영의 본처 서산정씨, 이한익의 본처 전주이씨의 묘소는 모두 황해도 금천군에 있다.
1863년 2월 11일 이봉규가 설립한 진사 이봉규사숙(進士李建鳳私塾)에 입학하여, 1876년 3월 4일 진사 이봉규사숙 한문(漢文)과정을 졸업하였다. 사숙에 입학했다가 수료한 것은, 그가 조선신사대동보에 기록함으로써 날짜가 구체적으로 전하게 되었다.
이후 음서로 관직에 올랐다가 1876년(고종 14년) 식년무과에 급제, 1876년 4월 2일 상중인 어영청 후부후사전초관(後部後司前哨官) 윤구영(尹龜泳)을 대신하여 어영청 후부후사전초관에 임명되었고, 같은 날 어영청으로부터 선전관 후보자 3인의 한 사람으로 천거되었다.
1890년(고종 27년) 1월 29일 선전관에 임명되었다. 그해 10월 동궁이 표리(表裏)를 친히 올릴 때의 각 차비 이하의 별단으로 참여한 공로로, 고종은 10월 9일 선전관에 다시 잉임 및 승륙을 지시하였다. 1890년 10월 9일 병비에서 선전관에 잉임되고 승륙하였다. 11월 3일 진하에 별단으로 참여, 11월 11일 진하할 때의 각 차비 이하의 별단을 시상할 때 아마 1필을 하사받았다. 또한 태자가 계조당에서 축하받을 때 각 차비 이하의 별단을 시상할 때 아마 1필을 추가로 하사받았다. 1890년 11월 19일 태자가 정청(庭請)할 때 배종한 춘방과 계방 이하의 별단을 시상할 때, 선전관으로 3품직의 이력을 허락받았다.
1891년(고종 28) 1월 29일 기기국이 기기국 위원에 추가로 추천하여, 2월 6일 이조의 구전 정사 때 기기국 위원에 추가 임명되었다. 4월 17일 수문장에 임명되고 1892년 2월 12일 훈련원 주부 그 해 6월 10일 신련을 시위한 승지와 병조의 당상ㆍ낭청의 별단을 시상할 때 아마 1필을 하사받았다. 1894년(고종 31년) 1월 28일 좌변포도청 종사관이 되었다가, 그해 4월 15일 훈련원 첨정에 임명되었다.
1901년(광무 4년) 11월 3일 덕원항총순 서 판임관 6등(德源港總巡敍判任官六等)에 임명되었다. 1902년(광무 5년) 9월 13일 다시 경흥항 총순에 임명되고, 9월 30일 의원면직하였다. 1902년 9월 30일 함경남도관찰부 총순(咸鏡南道觀察府摠巡), 1903년 5월 17일 강원도관찰부 총순에 임명되고, 10월 19일 의원면직하였다.
1905년(광무 8년) 6월 23일 종3품으로 맹산 군수(孟山郡守)로 부임했다가, 1906년(광무 10년) 2월 22일 면직되었다. 이후 알 수 없는 이유로 징계를 받았다가 그해 3월 8일 진산 군수(珍山郡守)에 임명되고, 같은 날 징계에서 사면되었다. 1909년 2월 2일 진산군수직에서 사직하고자 상경하여 사직을 청하였으나, 내부에서 불허하였다. 다시 사직서를 올렸다. 1909년(융희 3) 2월 4일 진산군수직에서 면직되었다.
1931년 8월 10일에 사망하였다. 묘소는 경기도 성남시 분당구 대장동 추곡에 있으며, 1939년 4월 1일에 재취 부인 고성이씨가 사망하여 합장되었다. 대장동 추곡에는 그의 내외 묘소와 계모 전주최씨의 묘소가 있다.

## 기타
그의 아들 이철근(李哲根)은 무사로서 1894년(고종 31년) 직부전시의 자격을 받았으나 방방(放榜)하기 전에 사망하여, 병조의 건의로 특별히 전시 때 규례대로 방목 끝에 붙이고 홍패가 발급되었다. 아들 이철근(李哲根)은 1894년(고종 31년) 3월 12일에 사망했으나 사망원인은 알려져 있지 않다. 아들 이철근의 사망년대는 족보에 등재되지 않았으나, 승정원일기가 판독됨으로써 그가 1894년에 사망한 것이 확인되었다.
이철근에 대한 행적, 기록은 미상이다. 재혼 부인인 고성이씨 소생 아들 이창근의 장남 이병선(李炳宣)을 사후양자로 삼았다.
아버지 이하영의 묘소는 황해도 금천군 금릉내외동부 능내동(金陵內外 東部陵內洞) 을좌에 있고, 생모 서산정씨의 묘소는 금천군 구수면 촉장리(九水面 燭長里) 자좌에 있으며, 본부인 전주이씨의 묘소는 금천군 금천면 금릉리에 있다.

## 가족 관계
고성이씨 소생 아들 이창근의 아들 이병관(李炳寬)은 통일주체국민회의 대의원을 역임했다.
무보에는 이한익의 외조부가 서산정씨 정호로 등재되었으나, 이한익 내외의 묘소와 이하영의 후처 전주최씨의 묘소는 금천군이 아닌 경기도 광주군 언주면(경기도 성남시 분당구 대장동)에 있다. 전주최씨가 이한익의 생모인지 여부는 다소 불확실하다.
- 할아버지 : 이문석(李文碩, 1796년 ~ ?년 1월 20일)
- 할머니 : 청주한씨(淸州韓氏, ? ~ ?년 12월 10일) 첨정 한인혁(韓仁赫)의 딸
- 아버지 : 이하영(李河榮, 1818년 3월 16일 ~ ?년 1월 8일)
- 어머니 : 서산정씨(?년 6월 5일), 첨정 정호의 딸
- 어머니 : 전주최씨(?년 4월 17일 ~ ?년 3월 18일), 최숭온(崔崇溫)의 딸
  - 동생 : 이한용(李漢龍, ? ~ ?) 또는 이한용(李漢容)
  - 동생 : 이한규(李漢奎)
  - 동생 : 이한승(李漢承)
- 부인 : 전주이씨, 생몰년 미상
  - 아들 : 이철근(李哲根, ? ~ 1894년 3월 12일)
  - 며느리 : 평양조씨(? ~ ?년 4월 2일)
    - 손자 : 이병선(李炳宣, 1909년 3월 29일 ~ 1961년 3월 5일)
- 부인 : 고성이씨(1863년 11월 19일 ~ 1939년 4월 1일)
  - 아들 : 이창근(李昌根, 1894년 2월 1일 ~ 1954년 9월 24일)
  - 며느리 : 광산김씨(1892년 11월 17일 ~ 1976년 11월 16일)
    - 손자 : 이병선(李炳宣), 이복 백부 이철근의 사후 양자로 입양

## 같이 보기
- 이항눌
- 이한규

## 참고 자료
- 승정원일기
- 진신무보(縉紳武譜)